# Zukunftskommission Landwirtschaft
Die Zukunftskommission Landwirtschaft (ZKL) war ein Gremium, das nach Bauerndemonstrationen am 2. Dezember 2019 von der damaligen Bundeskanzlerin Angela Merkel an einem „Agrargipfel“-Gespräch mit 40 Verbänden und Organisationen initiiert wurde.
Die Kommission sollte unter Einbindung von Praktikern, Wissenschaftlern und gesellschaftlichen Akteuren, Empfehlungen für eine praxistaugliche Transformation hin zu einer nachhaltigeren Landwirtschaft zusammentragen. Am 6. Juli 2021 wurde der Abschlussbericht vom Vorsitzenden Peter Strohschneider an Bundeskanzlerin Merkel übergeben.
Im September 2022 bat Bundeslandwirtschaftsminister Cem Özdemir die Mitglieder, ihre Arbeit fortzusetzen.
Am 11. April 2024 hat sich die Kommission auf Einladung des Bundeskanzlers im Berliner Kanzleramt getroffen und wird im Sommer 2024 eine Erweiterung ihres Abschlusspapiers vorstellen, die wiederum Ende des Jahres weiter mit dem Kanzler besprochen werden soll.

## Hintergrund und Gründung
Nach Bauerndemonstrationen im Herbst 2019 hatten am 2. Dezember 2019 Bundeskanzlerin Angela Merkel und Bundeslandwirtschaftsministerin Julia Klöckner 80 Vertreter aus 40 Verbänden, Initiativen und Organisationen der Agrarbranche zu einem Agrardialog („Agrargipfel“) im Kanzleramt eingeladen. Im Mittelpunkt der Gespräche stand die Frage, wie eine gesellschaftlich akzeptierte Nutztierhaltung und ein zukunftsfähiger Ackerbau aussehen können. Ein Ergebnis der Gespräche war die Gründung der Zukunftskommission Landwirtschaft.
Bundeskanzlerin Merkel hatte den Deutschen Bauernverband (DBV) und die Initiative Land schafft Verbindung (LsV) beauftragt, ein Konzept für die Zusammensetzung des Gremiums zu erarbeiten.
Das Bundeskabinett beschloss ihre Einsetzung der Kommission am 8. Juli 2020. Am 7. September 2020 fand die konstituierende Sitzung statt. Zur organisatorischen Unterstützung des Gremiums wurde eine Geschäftsstelle der Bundesregierung beim Bundesministerium für Ernährung und Landwirtschaft eingerichtet.

## Aufgaben und Ziele
Die Zukunftskommission hatte die Aufgabe, Empfehlungen und Vorschläge für die Bundesregierung zu erarbeiten, um eine nachhaltige, d. h. ökologisch und ökonomisch tragfähige sowie sozial verträgliche Landwirtschaft in Deutschland auch in Zukunft zu ermöglichen.
Ziel ihrer Arbeit ist es, die Bundesregierung dabei zu unterstützen, die bestehenden Zielkonflikte aufzulösen zwischen:
1. einer wirtschaftlich tragfähigen Lebensmittelproduktion versus Klima- und Umweltschutz,
2. Preisbewusstsein versus steigende Verbrauchererwartungen.

## Mitglieder
Vorsitzender: Peter Strohschneider
Aus dem Bereich Landwirtschaft:
- Hubertus Paetow (Präsident Deutsche Landwirtschaftsgesellschaft)
- Joachim Rukwied (Präsident Deutscher Bauernverband)
- Petra Bentkämper (Präsidentin Deutscher Landfrauenverband)
- Stefan Mann (Bundesvorsitzender Bundesverband Deutscher Milchviehhalter)
- Kathrin Muus (Bundesvorsitzende Bund der Deutschen Landjugend)
- Dirk Andresen (Sprecher Land schafft Verbindung)
- Felix Prinz zu Löwenstein (Vorstandsvorsitzender Bund Ökologische Lebensmittelwirtschaft)
- Elisabeth Fresen (Bundesvorsitzende Arbeitsgemeinschaft bäuerliche Landwirtschaft)
- Jürgen Mertz (Präsident Zentralverband Gartenbau)
- Ute Volquardsen (Vizepräsidentin des Verbandes der Landwirtschaftskammern)

Aus den Bereichen Wirtschaft und Verbraucher:
- Franz-Josef Holzenkamp (Präsident Deutscher Raiffeisenverband)
- Manfred Hudetz (Präsident Industrieverband Agrar)
- Stephanie Franck (Vorsitzende Bundesverband Deutscher Pflanzenzüchter)
- Philipp Hengstenberg (Präsident Lebensmittelverband Deutschland)
- Christian von Boetticher (Vorsitzender der Bundesvereinigung der deutschen Ernährungsindustrie)
- Miriam Schneider (Leiterin Büro Brüssel des Bundesverband des Deutschen Lebensmittelhandels)
- Susanne Dehmel (Mitglied Sachverständigenrat für Verbraucherfragen)

Aus den Bereichen Umwelt und Tierschutz:
- Kai Niebert (Präsident Deutscher Naturschutzring)
- Jörg-Andreas Krüger (Präsident Naturschutzbund Deutschland)
- Olaf Bandt (Vorsitzender Bund für Umwelt und Naturschutz Deutschland)
- Christoph Heinrich (Vorstand Naturschutz WWF Deutschland)
- Thomas Schröder (Präsident Deutscher Tierschutzbund)
- Myriam Rapior (Mitglied im Bundesvorstand BUNDjugend)
- Martin Kaiser (Geschäftsführung Greenpeace) – ausgetreten im März 2021[13][14]

Wissenschaft
- Manfred Niekisch (stellvertretender Vorsitzender Sachverständigenrat für Umweltfragen)
- Achim Spiller (Universität Göttingen)
- Hiltrud Nieberg (Johann Heinrich von Thünen-Institut)
- Ute Knierim (Universität Kassel)
- Ramona Teuber (Universität Gießen)
- Vera Bitsch (Technische Universität München)

## Ergebnisse
Der Abschlussbericht der ZKL, der am 6. Juli 2021 der Bundeskanzlerin übergeben wurde, enthält Empfehlungen und 12 Leitlinien für den Transformationsprozess des Landwirtschafts- und Ernährungssystem.
Die zwei jüngsten Mitglieder der Kommission, Kathrin Muus vom Bund der Deutschen Landjugend und Myriam Rapior von der Jugend im Bund für Umwelt und Naturschutz Deutschland haben darin eine gemeinsame Vision zur Zukunft der Landwirtschaft formuliert, die konkret auf die Punkte Berufsstand und Betriebe, Umwelt, Natur und Klima, Wirtschaftsbedingungen, Regionalität, Ernährung und Verbraucher, Ausbildung und Berufseinstieg, Politische und institutionelle Zusammenarbeit, Tierhaltung, Digitalisierung und die Globalen Auswirkungen der deutschen Landwirtschaft eingeht.
Ausführlich werden Empfehlungen und Politikoptionen in sozialen, ökologischen und ökonomischen Handlungsfeldern beschrieben. Für ihren Beitrag zum Zustandekommen des Abschlussberichts erhielten Muus und Rapior 2022 gemeinsam den Ehrenpreis des Deutschen Umweltpreises.

## Kritik
Der Vorsitzende des Deutschen Tierschutzbundes lässt seine Mitarbeit vorerst ruhen aus Kritik an der mangelnden Umsetzung des Abschlussberichts durch die Bundesregierung.